# Клингс
Клингс (нем. Klings) — община в Германии, подчиняется земле Тюрингия. 
Входит в состав района Вартбур. Подчиняется управлению Оберес Фельдаталь.  Население составляет 472 человека (на 31 декабря 2010 года). Занимает площадь 6,51 км².

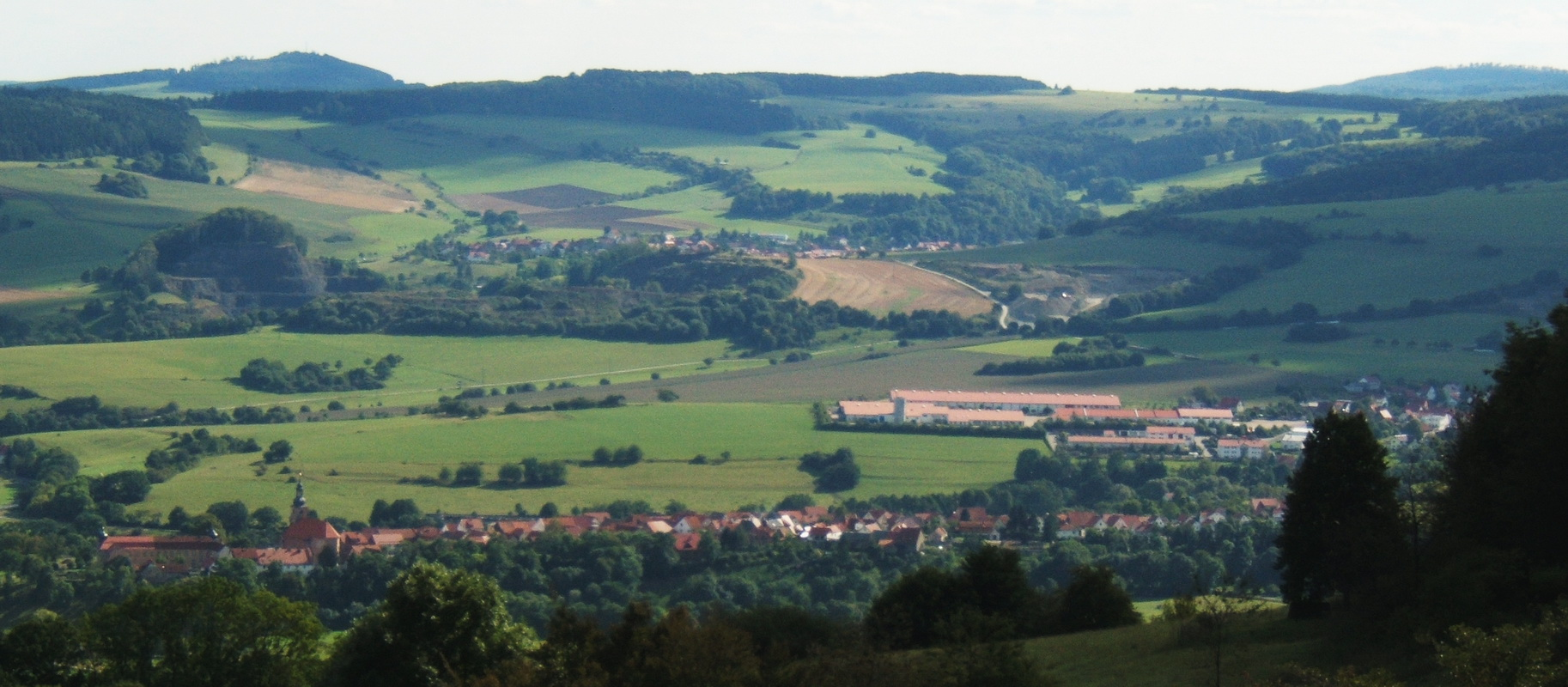
Клингс